# Un enfant chez les Schtroumpfs
Un enfant chez les Schtroumpfs est le vingt-cinquième album, et la quatre-vingt-neuvième histoire, de la série de bande dessinée Les Schtroumpfs originellement créée par Peyo. Publié en 2007 aux éditions Le Lombard, l'album est scénarisé par Miguel Díaz Vizoso et Thierry Culliford et illustré par Jeroen De Coninck.

## Résumé
Le Grand Schtroumpf revient d'un voyage assez pénible et long à cause de la cigogne qu'il chevauche ; elle n'aurait pas le sens de l'orientation. Proche de la forêt, le volatile se fait frapper par un éclair et tombe au sol avec le Grand Schtroumpf. Adalbert, un vieux fermier compatissant décide d'héberger, soigner et nourrir l'oiseau le temps qu'elle se rétablisse. Rassuré, le Grand Schtroumpf rentre au village. La cigogne se rétablit rapidement et finit par quitter la ferme. Peu après, Adalbert se voit temporairement confier la garde de son neveu, Jeanty, véritable "sale gosse", qui fait une entrée en scène remarquée.
Le lendemain, au village, le Schtroumpf cuisinier décide de partir tôt afin de cueillir des groseilles ; sur le chemin du retour, il croise un lapin avec ses oreilles emmêlées et découvre Jeanty qui s'amuse à torturer les animaux de la forêt, mais qui se rend bientôt compte qu'il s'est perdu. Le Schtroumpf cuisinier, bien que révolté par le comportement du garçon, décide de l'aider à rentrer chez lui. Mais Jeanty croyant avoir affaire à un féroce troll, l'assomme et le poursuit jusqu'au village. 
Le Grand Schtroumpf, bien que surpris, décide de l’accueillir chaleureusement. Mais Jeanty, peu amène à se montrer sympathique, monte sur les toits du village puis saute de maison en maison, en détruisant une partie. Mais il finit par être neutralisé par un produit du Grand Schtroumpf. Ce dernier découvre alors qu'il est le neveu du fermier qui a sauvé sa cigogne et décide de le forcer à réparer les maisons avec les autres Schtroumpfs, espérant en faire un meilleur enfant et ainsi rendre service à Adalbert.
Il envoie la cigogne avec un message au vieil homme (parti dans la forêt à la recherche de son neveu) afin de le rassurer. Jeanty, impressionné par les pouvoirs du Grand Schtroumpf, insiste pour apprendre la magie...ce que ce dernier refuse. Toutefois, au contact du garçon, le Grand Schtroumpf en apprend plus sur lui et voit qu'il souffre de l'éloignement de sa mère, travaillant beaucoup afin de payer les dégâts du garnement. Le chef des Schtroumpfs conseille alors au garçon de bien se conduire afin que sa mère soit plus souvent avec lui. Peu touché, Jeanty s'éloigne et, à l'insu de tous, échange les étiquettes des produits dangereux dans le labo du Grand Schtroumpf.
Le Grand Schtroumpf envoie ensuite Jeanty avec une équipe de six Schtroumpfs pour une cueillette (afin de ne pas le décourager par la longueur des travaux). Le groupe des Schtroumpfs tombe à l'eau à cause du garnement et sont capturés par Gargamel et Azraël. Apprenant que l'homme est un sorcier, Jeanty lui propose ses services. Gargamel accepte après que les Schtroumpfs lui aient révélé ses nombreux défauts du garçon et ne voyant pas de mal à avoir un "larbin à la maison". Jeanty est néanmoins vite confronté à la méchanceté du sorcier et aux tâches ingrates de la maison. Il finit par libérer deux Schtroumpfs, quitte la masure avec eux, puis revient avec tout le village afin de sauver les autres captifs. Mais les Schtroumpfs sont tous capturés et piégés par Gargamel avec la complicité de Jeanty, ce dernier désirant à tout prix devenir sorcier.
Néanmoins, la cigogne intervient et, au cours d'une bataille trépidante, fait tomber Gargamel et Azraël dans un puits sec. Peu après, le Grand Schtroumpf convainc le garçon de ne pas faire confiance à Gargamel et de partir avec lui, ce que Jeanty finit par accepter. Une fois loin de la masure, le Grand Schtroumpf a une discussion sérieuse avec Jeanty et lui explique que la magie ne fait pas tout et qu'être une bonne personne n'est pas dû à ses pouvoirs. Il n'a plus qu'à choisir entre les choses bonnes et mauvaises et se laisser guider par Adalbert. Il le dépose alors à la ferme de son oncle, qui, fou de joie, remercie chaleureusement le Grand Schtroumpf. Le garçon et le Schtroumpf se séparent alors en amis. 
Jeanty retrouve le vieux fermier et, comme par magie, devient un garçon serviable et gentil. L'histoire se clôt sur le Grand Schtroumpf qui fait exploser son laboratoire en mélangeant des produits trafiqués par Jeanty et sur Gargamel qui envoie son chat lui chercher une échelle pour sortir du puits.

## Réception commerciale
L'album a été édité à 130 000 unités en France. La première semaine d'exploitation, il atteint la treizième place du Top 15 BD français. Ensuite, l'opus monte à la troisième position.